# 大塚陸毅
大塚 陸毅（おおつか むつたけ、1943年1月5日 - ）は、東日本旅客鉄道（JR東日本）相談役、ENEOSホールディングス社外取締役。

## 略歴
南満州鉄道に出向中の父の元、中華民国北京市に生まれる。3歳のときに日本に帰国。1961年3月 - 埼玉県立熊谷高等学校卒業。1965年3月 - 東京大学法学部第2類（公法コース）卒業。
1965年4月 - 日本国有鉄道入社。1982年 - 国鉄経理局調査役。1985年 - 国鉄総裁室秘書役。
1987年4月 - 国鉄分割民営化により東日本旅客鉄道株式会社入社。財務部長。1990年6月 - 同社 取締役人事部長。1992年6月 - 同社 常務取締役人事部長。1994年1月 - 同社 常務取締役。
1996年6月 - 同社 常務取締役 総合企画本部長。1997年6月 - 同社 代表取締役副社長 総合企画本部長。2000年6月 - 同社 代表取締役社長。2006年4月 - 同社 代表取締役会長。2012年4月 - 同社 相談役。

## JR東日本以外での役職
- 2011年 - 2015年 日本経済団体連合会副会長[6]
- 2013年 - 2021年 JXホールディングス社外取締役
- 2014年 - 2020年 健康保険組合連合会会長[7]
- 2014年 - 2020年 新日鐵住金社外取締役[8]